# Has Laran (Mantelolão)
Has Laran (Haslaran) ist eine osttimoresische Aldeia im Suco Mantelolão (Verwaltungsamt Metinaro, Gemeinde Dili). 2015 lebten in der Aldeia 118 Menschen.

## Geographie
Has Laran liegt im Südosten des Sucos Mantelolão. Nördlich befindet sich die Aldeia Lebutun. Ansonsten umschließt der Suco Hohorai (Verwaltungsamt Laclo, Gemeinde Manatuto). Im Süden und Osten bildet der Lihobani die Grenze zu Hohorai. Hier mündet auch der Beruhunatan in den Lihobani. Die Flüsse gehören zum System des Nördlichen Laclós.
Das Dorf Has Laran liegt an der Nordgrenze der Aldeia, auf dessen anderen Seite sich das Dorf Lebutun befindet.